# Tafersit
Tafersit, en berbère : ⵝⵉⴼⴰⵙⵉⵝ, est une commune rurale du nord-est du Maroc, dans la province de Driouch, dans la région du Rif oriental, et la région administrative de l'Oriental. Elle possède un centre urbain, Tafrisset.
La ville est le chef-lieu de la tribu rifaine des Tafersit.

## Toponymie
Tafersit est le diminutif de Afras qui désigne une prairie en amazigh (rifain).

## Histoire
Les traces du colonialisme espagnol n'ont toujours pas été effacées, en particulier l'un des belvédères de la plus haute montagne. De là, les soldats espagnols doivent avoir une vue d'un kilomètre de long. Bab Tizi-Aaza est situé à la frontière avec Temsamane, où le gaz moutarde a été utilisé pour la première fois sur l'homme au début du XXe siècle. 
Les Ait Tafersit accompagnés des Ait Ouriaghel, Ibaqouyen, Ait Touzine, Ibdarsen, Ait Oulichek et Temsamane  ont participé à la victoire de la bataille d'Anoual dont plusieurs batailles ont eu lieu à Tafersit et le père du légendaire Abdelkrim El Khattabi y serait mort d'une intoxication alimentaire.
Contrairement à d'autres communes, Tafersit ne fait pas partie de Beni Touzine ou Beni Oulichek par exemple, ce village est indépendant depuis l'Antiquité. Tafersit est divisé en sept départements; Ait Bouhidous, Ait Yarrour, Ait Youssef, Bouhfoura, Hammouda, Ighmiren et Imajan.
Tafersit est connue dans tout le nord du Maroc pour sa menthe et son huile d'olive. Chez les Ait Youssef, vous trouverez une source d'eau qui ferait des miracles médicaux pour les personnes souffrant de problèmes rénaux coûteux. Des centaines de personnes viennent quotidiennement, parfois de très loin, chercher de l'eau potable à la source de Sarrij. Elle est également utilisée pour la culture des canaux.
Anciennement rattachée à la province de Nador, la commune de Tafersit fait partie de la province de Driouch depuis sa création, en 2009.

### Site militaire historique
Tafersit a joué un rôle stratégique durant la guerre du Rif, abritant plusieurs positions militaires importantes. On y trouve notamment :
- Le quartier général de la région,
- Les positions militaires de Peña Tauharda, Benítez, Zanz, Ávila, ainsi que les postes de Tizzi Assa principal et Tizzi Assa nord,
- La vaguada où est tombé le lieutenant-colonel Valenzuela,
- La Loma Roja, aujourd’hui transformée en réservoir d’eau, qui était initialement prévue pour accueillir une caserne.

Ces sites témoignent de l’importance militaire de Tafersit dans le cadre des affrontements contre l’armée espagnole au début du XXe siècle.

### Azrou n'Tfant: une montagne au passé historique
Azrou n'Tfant est le nom d’un sommet situé dans les montagnes du Rif, près de la commune de Tafersit, dans la région du Rif oriental au Maroc. Cette montagne culmine à environ 1100 mètres d’altitude.
Ce sommet est particulièrement connu pour les ruines d’une ancienne position d’observation militaire construite en 1920 par l’armée espagnole, sous le commandement du général Benitez. Cette position avait pour but de surveiller les mouvements dans la région pendant la Guerre du Rif.
En raison de cette histoire, les habitants locaux appellent souvent le sommet « Benitez », en référence au général espagnol qui a dirigé la construction de cette installation militaire.
Malgré son importance historique, la position d’observation est aujourd’hui en très mauvais état, ce qui menace la conservation de ce témoignage tangible du passé colonial et militaire de la région.
Ainsi, Azrou n'Tfant est à la fois le nom de la montagne et un lieu chargé d’histoire, symbolisant la mémoire d’une période clé du Rif.

## Vie économique et sociale

### Zoco de Tzenin de Tafersit
Le Zoco de Tzenin de Tafersit est le marché traditionnel hebdomadaire qui a lieu chaque lundi de la commune de Tafersit, située dans la province de Driouch, au cœur du Rif oriental. Ce souk est un lieu central de commerce et d'échanges pour les habitants de la région, offrant une variété de produits locaux tels que des fruits, des légumes, des épices, des textiles et de l'artisanat. Il reflète la richesse culturelle et économique de la communauté rifaine.
L'entrée principale du marché est marquée par une porte traditionnelle sur laquelle est inscrit en lettres visibles « Zoco de Tzenin ». Cette porte symbolise le cœur du marché et sert de point de repère important pour les habitants et les visiteurs. Elle illustre l'identité locale et l'importance du souk comme lieu d'échanges économiques et sociaux.
Des photographies historiques du Zoco de Tzenin, datant des années 50, témoignent de l'importance de ce marché dans le passé. 

## Démographie
|                                    |
| Source : haut-commissariat au Plan |

## Personnalités
Abdelouafi Laftit est né le 29 septembre 1967 à Tafersit. Ministre de l’Intérieur du Royaume du Maroc.
Farid Azarkan né le 16 octobre 1971, est un ancien homme politique néerlandais d'origine marocaine.
Sallam Rifi : chanteur originaire de Tafersit. 